# Лесотехнически университет
Лесотехническият университет (съкратено ЛТУ) е висше училище в София с 6 факултета и 30 катедри.
Основните сгради на университета се намират в жк. „Студентски град“ в близост до Техническия университет и Химикотехнологичния и металургичен университет.
Университетът разполага със следните учебни центрове:
- 2 учебно-опитни горски стопанства – в близост до с. Юндола в зоната на иглолистните гори и до с. Бързия в зоната на широколистните гори.
- Учебно-опитно стопанство „Враждебна“ в покрайнините на София.
- Учебно-спортен лагер в с. Равда.

Вече над 90 г. ЛТУ е единственият университет в България, в който се обучават специалисти в областта на горското стопанство, технологията на дървесината и производството на мебели, инженерния дизайн на мебели и озеленяването (сега преименувано на ландшафтна архитектура). В ЛТУ се обучават също и специалисти по екология и опазване на околната среда, ветеринарна медицина, агрономство и растителна защита, стопанско управление и алтернативен туризъм.
Университетът е водещ учебен и научен център в областта на управлението и устойчивото ползване на природните ресурси.
След приемането на Закона на висшето образование през декември 1995 г. в университета е въведена 3-степенната форма на обучение: „бакалавър“, „магистър“ и „доктор“, а няколко години по-късно и Европейската система за трансфер на кредити (ECTS).
Девизът на университета е: „С български традиции и европейски стандарти в образованието“. Стремежът на ЛТУ при обучението на студентите е да създаде академична среда, в която се набляга на ценности като професионализъм, свобода на словото и мисленето, хуманизъм, сътрудничество и толерантност.

## История

### Важни факти
През 1923 г. към Агрономическия факултет на Софийския университет (СУ) се открива катедра „Частно лесовъдство“, като така се подготвя създаването на Лесовъдния отдел, от който води началото си Лесотехническият университет. През 1925 г. този отдел се обособява като самостоятелен и на 20 февруари 1925 г. Академичният съвет на СУ взема решение занятията в Лесовъдния отдел да започнат веднага, като за обучение са приети 10 студенти.
През 1947 г. Лесовъдният отдел към СУ се обединява с Лесовъдния отдел към Пловдивския университет и се създава Лесовъдският факултет в СУ. Този факултет е сред 4-те факултета, които са в основата на създаването на Селскостопанската академия през 1947 г. С указ на Президиума на Народното събрание от 12 януари 1953 г. Селскостопанската академия се преструктурира и се обособяват 3 самостоятелни висши учебни заведения: Селскостопанската академия „Георги Димитров“, Висшият ветеринарно-медицински институт и Висшият лесотехнически институт.
Висшият лесотехнически институт се преименува на Лесотехнически университет с указ на Народното събрание на Република България от 27 юли 1995 г.

### Ректори
Декани на Лесовъдния факултет в СУ (1947 – 1953) са били:
- проф. Б. Стефанов (1947/1948);
- проф. П. Петков (1948 – 1951);
- доц. Цв. Христов (1951);
- проф. М. Венедиков (1952 – 1953).

След 1953 г. ректори на Лесотехнически университет са били:
- акад. Борис Стефанов (1953 – 1957);
- проф. Димитър Стефанов (1957 – 1960);
- проф. Асен Биолчев (1960 – 1966);
- проф. Стоичко Христов (1966 – 1968);
- проф. Христо Сираков (1968 – 1972);
- проф. Александър Илиев (1972 – 1979);
- проф. Тачо Илиев (1979 – 1984);
- проф. Никола Ботев (1984 – 1989);
- проф. Виктор Донов (1989 – 1991);
- проф. Андрей Райчев (1991 – 1994);
- проф. Димитър Коларов (1994 – 1999);
- проф. Димитър Коларов (1999 – 2003);
- проф. Нино Нинов (2003 – 2007).
- проф. Нино Нинов (2007 – 2011).
- проф. Веселин Брезин (2011 – 2015).
- акад.Иван Илиев (2016-2024).

През януари 2024 за ректор на Лесотехническия университет е избран доц. д-р Христо Михайлов, а заместник-ректори са: доц. Калин Христов, проф.Петър Антов, доц.Елена Драгозова и пом.ректор д-р инж. Дамян Дамянов.

## Структура

### Факултети
В ЛТУ има следните факултети и катедри:
- Факултет „Горско стопанство“ е приемник на открития през 1925 г. Лесовъдски отдел на Агрономо-лесовъдния факултет при Софийския университет. Оттогава факултетът е единственият в страната, където се обучават специалисти с висше образование по специалност „Горско стопанство“. Факултетът има шест катедри – „Дендрология“, „Почвознание“, „Ловно стопанство“, „Лесовъдство“, „Лесоустройство“ и „Технологии и механизация на горското стопанство“.
- Факултет „Горска промишленост“ е създаден като самостоятелна научно-преподавателска структура през 1974 г. След промените в учебните планове от 1995 г. във факултета се обучават студенти по две специалности: „Дървообработване и производство на мебели“ и „Инженерен дизайн“. Факултетът има шест катедри – „Механична технология на дървесината“ (това е също и наименованието на специалността „Дървообработване и производство на мебели“ преди 1995 г.), „Производство на мебели“, „Интериор и дизайн на мебели“, „Дървообработващи машини“, „Машинознание и автоматизация на производството“ и „Математика и физика“.
- Факултет „Екология и ландшафтна архитектура“ е създаден през 1994 г. за обучение на студенти по специалностите „Екология и опазване на околната среда“ и „Ландшафтна архитектура“. В него има четири катедри – „Екология, опазване и възстановяване на околната среда“, „Парково и ландшафтно проектиране“, „Парково и ландшафтно строителство“ и „Патология на растенията и химия“.
- Факултет „Ветеринарна медицина“ е създаден през 1994 г. и в него се обучават студенти по специалността „Ветеринарна медицина“ в съответствие с държавните изисквания за нея. Факултетът има пет катедри – „Анатомия, хистология и физиология“, „Животновъдни науки“, „Вътрешни незаразни болести, патология и фармакология“, „Хирургия, рентгенология, акушерство, гинекология и репродуктивна биотехнология“, „Инфекциозна патология, ветеринарно-санитарна експертиза и технология на продуктите от животински произход и управление на ветеринарно-медицинската дейност“.
- Агрономическият факултет е включен в структурата на ЛТУ с решение на Академичния съвет от 14 септември 1994 г. Студентите в Агрономическия факултет се обучават в две специалности за степен бакалавър: „Агрономство“ и „Растителна защита“. През 2011 е акредитирана специалността „Планинско и полупланинско земеделие“, обучението по която започва през учебната 2012/2013. За степен магистър, факултетът обучава по специалностите „Селекция и семепроизводство на културните растения“, „Растителна защита“, „Трайни насаждения и градинарство“ и „Почвознание“. Факултетът има четири катедри – „Растителна защита“, „Трайни насаждения и градинарство“, „Общо земеделие“ и „Физическо възпитание и спорт“.
- Факултет „Стопанско управление“ е отделен като самостоятелен факултет за обучение на студенти по специалността „Стопанско управление“ през 1995 г. От академичната 2009/2010 г. се очаква във факултета да започне обучение по нова акредидирана специалност – „Алтернативен туризъм“. Факултетът разполага с пет катедри – „Управление на ресурсите и природоползването“, „Маркетинг и управление на производството“, „Икономика“, „Компютърни системи и информатика“ и „Чужди езици и педагогика“.

### Учебно-опитни центрове
- Учебно-опитно горско стопанство „Г. Ст. Аврамов“, с. Юндола

Учебно-опитното горско стопанство „Г. Ст. Аврамов“ е разположено на 15 км от гр. Велинград на границата между планините Рила и Западни Родопи. Насажденията на територията на стопанството с площ 5190 хектара са основно от иглолистни видове, включващи бял бор (40%), обикновен смърч (30%) и обикновена ела (26%), а делът на бука и другите широколистните е 4%.
- Учебно-опитно горско стопанство „Петрохан“, с. Бързия

Учебно-опитното горско стопанство „Петрохан“ се намира от североизточната страна на прохода Петрохан в Западна Стара планина. То се простира на площ от 7192 хектара. Основен дървесен вид е букът, който заема 82% от залесената площ на стопанството. Останалите дървесни видове са: бял бор – 6%, обикновен смърч – 4%, обикновен габър – 4% и други широколистни – 4%.
- Учебно-опитно стопанство „Враждебна“

Учебно-опитното стопанство „Враждебна“ е предназначено за извършване на учебна, научноизследователска и производствено-земеделска дейност. В него се обучават студентите от Агрономическия факултет и факултета „Ветеринарна медицина“, които използват създадените трайни насаждения, ниви с полски и зеленчукови култури, лозя, оранжерии, декоративен разсадник и животновъдна ферма.
- Учебно-спортен лагер, с. Равда

### Помощни звена
- Център за следдипломно обучение и квалификация
- Център за кариерно развитие
- Библиотека
- Университетската клиника за дребни животни
- Ботаническа градина
- Издателска къща
- Университетски компютърен център